# Arzignano
Arzignano (vènet Arzignan) és un municipi italià, situat a la regió del Vèneto i a la província de Vicenza. L'any 2005 tenia 25.143 habitants.